# قشلاق خانگلدی مستانلو
قشلاق خانگلدی مستانلو یک روستا در ایران ، که در استان اردبیل واقع شده‌است. قشلاق خانگلدی مستانلو ۸۷ نفر جمعیت دارد.